# Тумасов, Борис Евгеньевич
Борис Евгеньевич Тумасов (20 декабря 1926, станица Уманская, Краснодарский край — 10 ноября 2017) — советский, затем российский историк и педагог, писатель. Участник Великой Отечественной войны. Заслуженный работник культуры Российской Федерации.

## Биография
Родился на Кубани, в станице Уманской (ныне — Ленинградской) в семье рабочего-сапожника. Там же прошли его детские и школьные годы. В апреле 1943 году призван Ленинградским РВК Краснодарского края на фронт. Воевал на Первом Украинском, затем на Первом Белорусском фронтах. Принимал участие в боевых действиях в Белоруссии, на Украине, в Польше и Германии. Освобождал города Гомель, Люблин, Лодзь.
Приказом ВС 1-го Белорусского фронта №: 251 от: 09.06.1945 года зам.командира орудия 53-го пждэ ПВО 1-го БФ ефрейтор Тумасов награжден медалью «За боевые заслуги» за отражение 7 воздушных атак во время выполнения боевых заданий по сопровождению ж\д эшелонов.
Личные впечатления о Великой Отечественной войне Борис Евгеньевич положил в основу повести «За порогом юность».
В августе 1945 г. после демобилизации из Советской Армии Борис Евгеньевич вернулся в свою станицу. С 1947 по 1949 годы учился в Ростовском-на-Дону государственном университете, окончил историко-филологический факультет. В 1950—1955 годах Тумасов работал учителем логики и истории в школах Краснодара. Увлеченно занимался научными исследованиями, в 1955 году защитил диссертацию на соискание научной степени кандидата исторических наук. В 1956 году начал педагогическую работу в Краснодарском институте пищевой промышленности. В 1963 году стал доцентом Краснодарского политехнического института (ныне — Кубанский государственный технологический университет), позже стал профессором кафедры истории и социальных коммуникаций.
Умер 10 ноября 2017 года на 91-м году жизни.

## Творчество
Борис  Тумасов получил известность в России и странах СНГ как писатель-историк. Общий тираж его книг превысил 6 млн экземпляров.
Сочинения:
- Русь залесская (1971)
- Земля незнаемая (1972)
- Лихолетье (1979)
- Обретя крылья (1984)
- Землей да волей жалованы будете (1988)
- На рубежах южных (1993)
- Зори лютые (1994)
- Мстислав (1995)
- Да будет воля твоя (1996)
- И быть роду Рюриковичей (1996)
- Княжеству Московскому великим быть (1998)
- Борис и Глеб (2001)
- Лжедмитрий I (2001)
- Гурко. Под стягом Российской империи (2002)
- Лжедмитрий II (2002)
- Краснов. Не введи во искушение (2003)
- Покуда есть Россия (2003)
- Дмитрий Переяславский. Жизнь неуемная (2005)
- Иван Молодой. Власть полынная (2007)
- Вздыбленная Русь (2011)
- Усобники (2012)
- Кровью омытые (2013)

## Премии, награды, почётные звания
- Международная премия имени М. А. Шолохова в области литературы и искусства (2010)[4]
- Лауреат международной литературной премии им. Александра Фадеева.
- Лауреат Всероссийской премии «Золотой венец Победы» в номинации «Художественная литература» за книгу «За порогом юность»[5]
- Заслуженный работник культуры Российской Федерации
- Премия администрации Краснодарского края в области культуры за 2009 год (13 мая 2010) — за создание книг «Лихолетье», «Русь Залесская»

Боевые награды:
- Орден «Отечественной войны» II степени (06.04.1985)[6]
- Медаль «За боевые заслуги»[2]
- Медаль «За освобождение Варшавы»
- Медаль «За взятие Берлина»
- Медаль «За победу над Германией»

В июле 2012 года Ленинградской межпоселенческой библиотеке (станица Ленинградская) присвоено имя Тумасова Б.Е. На фасаде здания при большом стечении почитателей таланта писателя открыта мемориальная доска .